# Hangsebesség

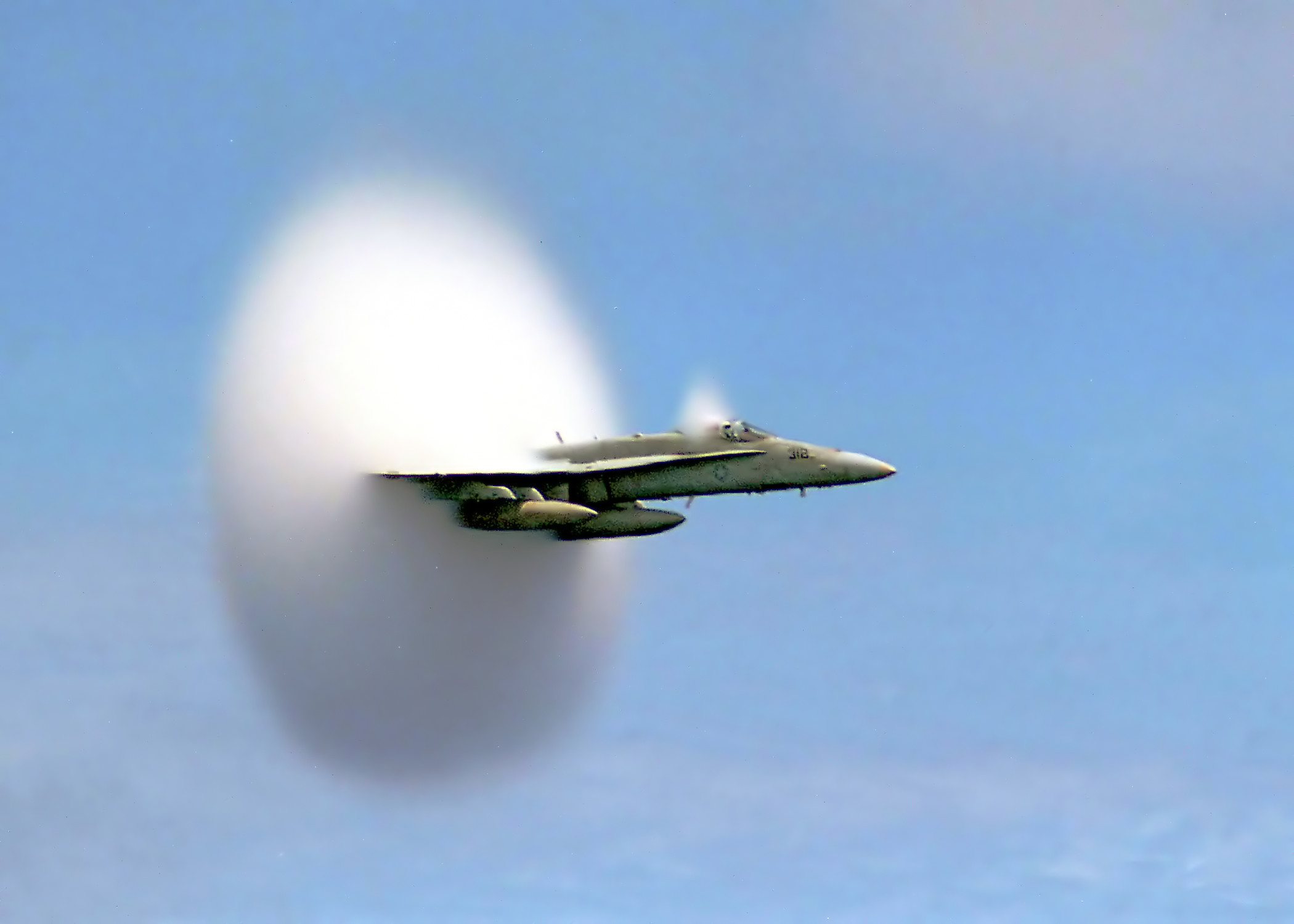
Hangsebességhez közeli sebességnél a repülőgépek keltette lökéshullámok néha érdekes párakicsapódásokat hoznak létre (a képen egy F/A–18 látható)

A hangsebesség a hanghullámok terjedési sebessége egy meghatározott közegben. Jele a fizikában c a latin celeritas, sebesség szóból. A hangsebesség függ a közegtől, melyben a hang terjed, illetve a terjedés körülményeitől. A hangsebesség független a közeg részecskéinek rezgési sebességétől.
Hétköznapi értelemben a hangsebesség fogalma legtöbbször a levegőben terjedő hangra vonatkozik. A levegő pillanatnyi állapota befolyásolja a hang terjedési sebességét: a hőmérséklet jelentős mértékben, a légnedvesség kevésbé van rá hatással. A légnyomás nem befolyásolja a hangsebességet.
Levegőben a hang lassabban terjed nagyobb magasságban, elsősorban a hőmérséklet változása miatt. Közelítő értéket az alábbi képlet ad:
{\displaystyle {c=(331{,}5+(0{,}6\cdot \theta ))\ [\mathrm {m/s} ]\,}\,\!},
ahol {\displaystyle {\theta }} a hőmérséklet ℃-ban.
A terjedési sebesség (propagation velocity) nem tévesztendő össze a részecskesebességgel (particle velocity). Az utóbbit a hangrezgések tulajdonságaiból (frekvenciájából) számítjuk.

## Alapelvek
Könnyen meg lehet érteni a hang terjedését egy egyszerű anyagmodell segítségével: az anyag molekuláit helyettesítsük gömbökkel, és a közöttük lévő kötést rugókkal. A hang összenyomja és széthúzza a rugókat, ezzel közvetíti az energiát a szomszédos gömbök felé. Az olyan jelenségek, mint a diszperzió vagy visszaverődés könnyen érthetőek lesznek ennek a modellnek a segítségével.
Ebben a modellben a hangsebesség elsősorban két tényezőtől függ: a golyók számától, melyeket mozgatni kell és a rugók keménységétől. Ha több golyót kell mozgatni, a hang lassabban fog terjedni. Erősebb rugók esetén a hangsebesség felgyorsul.
Valóságos anyagban az előbbi mennyiséget sűrűségnek, az utóbbit pedig rugalmassági modulusnak hívjuk. Ha minden más jellemző azonos, a hang lassabban terjed sűrűbb anyagban, és gyorsabban a „keményebb” anyagban. Például a hang gyorsabban terjed alumíniumban, mint uránban és gyorsabban hidrogénben, mint nitrogénben, mivel a második anyag sűrűbb, mint az első. Ugyanakkor a hang gyorsabban terjed alumíniumban, mint hidrogénben, mivel a belső kötések az alumíniumban sokkal erősebbek. Általában a szilárd testekben a hangsebesség nagyobb, mint folyadékokban vagy gázokban.

## Részletek
Általában a hangsebesség c:
{\displaystyle {c={\sqrt {\frac {K}{\rho }}}}\,\!}
ahol
{\displaystyle K} a kompressziós modulus
{\displaystyle {\rho }\,\!} a sűrűség
Így a hangsebesség az anyag merevségével nő, a sűrűségével csökken.
Adott szabványos atmoszferikus jellemzők mellett a hőmérséklet – és így a hangsebesség is – a magasság függvénye:
{\displaystyle c={\sqrt {\frac {\kappa RT}{M}}}}
ahol
{\displaystyle \kappa =1,4} az adiabatikus tényező kétatomos gázokra
{\displaystyle R=8,314{\frac {\mathrm {J} }{\mathrm {mol\cdot K} }}\,} az egyetemes gázállandó
{\displaystyle T} az abszolút hőmérséklet kelvinben
{\displaystyle M} a száraz levegő moláris tömege
A képletből látható, hogy ideális gáz esetében a c hangsebesség csak a hőmérséklettől függ, a nyomástól és a sűrűségtől nem. A levegő jól megközelíti az ideális gázt. A hőmérséklet a magasság függvényében változik, a következő táblázat a levegő egyes adatait mutatja a hőmérséklet, illetve a magasság függvényében:
| A hőmérséklet hatása             | A hőmérséklet hatása | A hőmérséklet hatása | A hőmérséklet hatása |
| {\displaystyle {\theta }\,\!} °C | c m/s                | ρ kg·m−3             | Z N·s·m−3            |
| -------------------------------- | -------------------- | -------------------- | -------------------- |
| −10                              | 325,4                | 1,341                | 436,5                |
| −5                               | 328,5                | 1,316                | 432,4                |
| 0                                | 331,5                | 1,293                | 428,3                |
| +5                               | 334,5                | 1,269                | 424,5                |
| +10                              | 337,5                | 1,247                | 420,7                |
| +15                              | 340,5                | 1,225                | 417,0                |
| +20                              | 343,4                | 1,204                | 413,5                |
| +25                              | 346,3                | 1,184                | 410,0                |
| +30                              | 349,2                | 1,164                | 406,6                |
{\displaystyle {\theta }\,\!} a hőmérséklet °C-ban
{\displaystyle c} a hangsebesség m/s-ban
{\displaystyle {\rho }} a sűrűség kg·m−3-ben
{\displaystyle Z} az akusztikai impedancia N·s·m−3 -ben  (Z=ρ·c)
| Magasság | Hőmérséklet | m/s | km/h |
| Tengerszinten | 15 °C       | 340 | 1225 |
| 11 000–20 000 m (a gázturbinás repülőgépek szokásos magassága, és az első szuperszonikus utasgép repülési magassága) | −57 °C      | 295 | 1062 |
| 29 000 m (az X–43A repülése)                                                                                         | −48 °C      | 301 | 1083 |
A Mach-szám az objektum sebessége és a hangsebesség viszonyszáma a levegőben (közegben). Ha a Mach-szám nagyobb mint 1, szuperszonikus repülésről (a hangsebességnél gyorsabb repülésről) beszélünk. Ennek egyik kísérőjelensége a földön is hallható hangrobbanás.

### Hangsebesség merev testekben
Merev testben a rugalmassági modulus hosszirányú és nyíró alakváltozásra is nullától különböző. Így a merev testben különböző sebességű lehet a hang attól függően, hogy milyen alakváltozást okoz.
Merev rúdban (melynek vastagsága sokkal kisebb, mint a hang hullámhossza) a hangsebesség:
{\displaystyle {c_{\mathrm {merevtest} }={\sqrt {\frac {E}{\rho }}}}\,\!}
ahol
E a rugalmassági modulus (Young-modulus)
{\displaystyle {\rho }\,\!} a sűrűség
Így acélban a hangsebesség mintegy 5100 m/s.
Ha egy merev test szélessége sokkal nagyobb, mint a hullámhossz, a hangsebesség nagyobb. Ez kitűnik, ha a rugalmassági modulust felváltjuk a sík hullám modulussal, melyet a rugalmassági modulussal és a Poisson-tényezővel fejezhetünk ki:
{\displaystyle {M=E{\frac {1-\nu }{1-\nu -2\nu ^{2}}}}\,\!}

### Hangsebesség folyadékban
Folyadékoknak csak térfogati alakváltozásra vett merevsége van (folyadék nem tud felvenni nyíróerőt).
Így a hangsebesség folyadékban:
{\displaystyle {c_{\mathrm {fluid} }={\sqrt {\frac {K}{\rho }}}}\,\!}
ahol
K a térfogati rugalmassági modulus
{\displaystyle {\rho }\,\!} a sűrűség
Vízben a hangsebesség ismerete fontos az óceánfenék feltérképezése céljából. Sós vízben a hang haladási sebessége kb. 1500 m/s, édesvízben 1435 m/s. Ezek az értékek változnak a vízmélység, hőmérséklet, sótartalom függvényében.

#### Hangsebesség sós vízben
{\displaystyle c_{\text{sós víz}}=1449+4,6T-0,055T^{2}+0,0003T^{3}+1,39(S-35)+0,017D}
ahol
{\displaystyle c} a hangsebesség (m/s)
{\displaystyle T} a hőmérséklet (°C)
{\displaystyle S} a sótartalom (PSU)
{\displaystyle D} a vízmélység (m)

## Hangsebesség különböző anyagokban
Az alábbi táblázat különböző minőségű és halmazállapotú anyagokban a transzverzális és longitudinális rezgések terjedési sebességét mutatja. Minden anyagban felléphet longitudinális rezgés, más szóval hang. Transzverzális hullámok csak szilárd testekben jelentkeznek.
| Közeg            | Longitudinális hullámok sebessége (m/s) | Transzverzális hullámok sebessége (m/s) |
| ---------------- | --------------------------------------- | --------------------------------------- |
| Levegő (20 °C)   | 343*                                    | -                                       |
| Hélium           | 981                                     | -                                       |
| Hidrogén         | 1280                                    | -                                       |
| Oxigén           | 316                                     | -                                       |
| Víz              | 1484                                    |                                         |
| Víz (0 °C)       | 1407                                    |                                         |
| Jég (−4 °C)      | 3250                                    |                                         |
| Olaj (SAE 20/30) | 1740                                    |                                         |
| Üveg             | 5300                                    |                                         |
| PVC (lágy)       | 800                                     |                                         |
| PVC (kemény)     | 2250                                    | 1060                                    |
| Beton            | 3100                                    |                                         |
| Bükkfa           | 3300                                    |                                         |
| Alumínium        | 6300                                    | 3080                                    |
| Berillium        | 12 900                                  | 8880                                    |
| Ólom/5% antimon  | 2160                                    | 700                                     |
| Arany            | 3240                                    | 1280                                    |
| Réz              | 4660                                    | 2260                                    |
| Magnézium/Zk60   | 4400                                    | 810                                     |
| Higany           | 1450                                    |                                         |
| Acél             | 5920                                    | 3255                                    |
| Titán            | 6100                                    | 3050                                    |
| Volfrám          | 5460                                    | 5460                                    |
| Vas              | 5170                                    |                                         |
| Bór              | 16 200                                  |                                         |
| Gyémánt          | 18 000                                  |                                         |